# Adrastea (maan)
Adrastea is de een na binnenste natuurlijke maan van de planeet Jupiter. Ze is vernoemd naar Adrasteia, de dochter van de mythologische figuren Jupiter en Ananke. De maan werd ontdekt door de Voyager 2 ruimtesonde op 8 juli 1979, 23 uur voor dichtste nadering tot Jupiter.

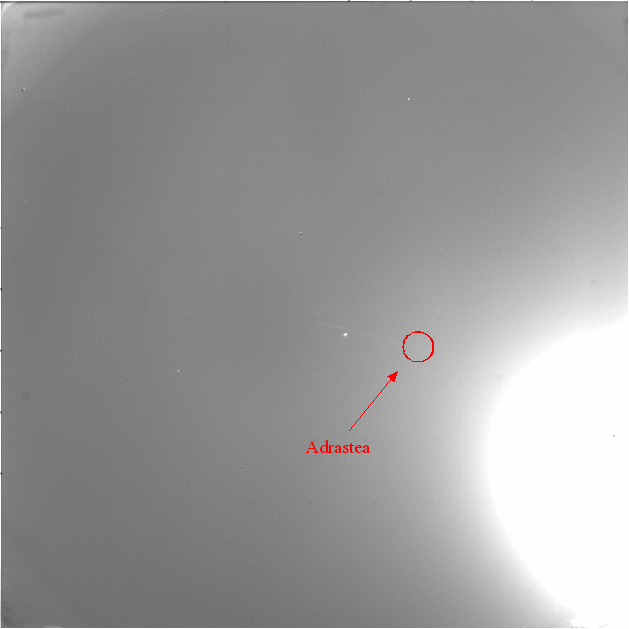
Ontdekking van Adrastea in 1979 Foto:Nasa/JPL-Caltech

Adrastea bevindt zich binnenin de ring van Jupiter, en het is ongetwijfeld het geval dat het materiaal van die ring gedeeltelijk van Adrastea afkomstig is. Het oppervlak van Adastrea is 30 jaar na haar ontdekking nog altijd een raadsel, ook de Galileo ruimtesonde heeft weinig extra's opgeleverd. Men leidt uit de reflectiviteit van de maan af dat ze waarschijnlijk uit gesteente bestaat.
Adrastea bevindt zich binnen de 'synchronale baan' van Jupiter en zal daardoor uiteindelijk op Jupiter te pletter slaan.